# 杨庄乡 (西平县)
杨庄乡，是中华人民共和国河南省驻马店市西平县下辖的一个乡镇级行政单位。

## 行政区划
杨庄乡下辖以下地区：
小庄村、马楼村、赵老庄村、洪杨村、栗园村、小街村、仪封村、合水村、康庄村和董坑村。